# Похититель детей (роман)
«Похититель детей» (фр. Le Voleur d'enfants) — роман французского писателя Жюля Сюпервьеля, опубликованный 1926 году. Главный герой романа, полковник Бигуа родом из Южной Америки, не имеет собственных детей и крадёт детей из неблагополучных семей, чтобы сделать их счастливыми.
На русский язык роман переведён лишь в 2022 году. Произведение неоднократно экранизировалось.

## Сюжет
Антуан, семилетний мальчик, живёт в Париже с мамой Элен, которая мало занимается сыном. Отец Антуана умер год назад, и у мамы скоро может появиться новый жених-датчанин. Ребёнок главным образом проводит время с няней по имени Роза. С некоторых пор Антуану кто-то присылает красивые дорогие игрушки, но имя отправителя не указано, и ни Элен, ни Роза не знают, откуда они.
Однажды, когда Антуан шёл с Розой по бульвару Осман, в людской толпе возле Галереи Лафайет кто-то разъединил их. Позже мальчику предложил сесть в свой автомобиль господин по имени Филемон Бигуа, полковник, приехавший из Южной Америки. Он привёз Антуана к себе в квартиру возле Лаборд и предложил остаться у него навсегда, однако если Антуан захочет вернуться к себе домой, то полковник тут же отвезёт его туда. В доме у Бигуа уже живут трое мальчиков, украденных им на улице, в том числе близнецы Джен и Фред из Лондона и подросток Жозеф. Полковник всегда мечтал о детях, но он и его жена Деспозория не смогли завести ребёнка, и теперь Бигуа находит себе детей другим способом. Антуану и другим детям нравится в доме Бигуа, они любят наблюдать за ним и слушать его рассказы.
Дома Роза сообщает Элен о пропаже Антуана. Элен не знает, что делать, и сначала думает, что ребёнка украл призрак её умершего мужа. Вскоре она получает анонимную записку о том, что Антуан в хороших руках и о нём заботятся.
Жена напоминает Бигуа, что его может разыскивать полиция, и им лучше уехать из Парижа. К тому же в родной стране полковника происходит политический кризис, многие недовольны президентом, и друзья Бигуа, интересующиеся политикой, предлагают ему вернуться. Однако он сначала хочет завести себе в Париже дочь, и начинает искать подходящую девочку. На улице к нему обращается пьяница по имени Эрбен, обедневший типографский мастер, который просит Бигуа забрать к себе его дочь-подростка Марсель. Бигуа забирает девочку, а Эрбена устраивает в пансионат для лечения алкоголизма. Полковник чувствует, что влюбляется в Марсель, хотя и не показывает никому своих чувств.
Спустя три недели на прогулке в Булонском лесу Бигуа с женой и младшими детьми случайно встречают Элен и Розу. Элен забирает Антуана домой, но позже он просит отпускать его к Бигуа поиграть с другими детьми. К Элен, однако, так и не возвращается душевный покой. Спустя год Элен сама приходит к Бигуа поговорить с ним, но умирает у него дома от потрясения.
Проходит ещё два года. Теперь уже 17-летний Жозеф начинает испытывать влечение к Марсель и однажды ночью приходит к ней в комнату, несмотря на её сопротивление. Бигуа, а также Роза, поселившаяся у полковника, догадываются о произошедшем. Полковник прогоняет Жозефа из дома, однако теперь ему начинает казаться, что о его собственном интересе к Марсель догадываются все члены семьи. Когда Диспозория и двое из мальчиков заболевают гриппом, Бигуа вынужден переселиться в комнату Жозефа рядом с Марсель. Хотя он просит её закрыть дверь на ночь на замок, девушка не делает этого, ожидая прихода Бигуа. Полковник зовёт к себе одного из слуг, чтобы не оставаться одному и не поддаваться искушению. За ночь он полностью седеет.
Через некоторое время становится понятно, что Марсель беременна от Жозефа. Однажды Марсель замечает, что у полковника расстёгнута ширинка брюк, что вызывает у неё смех. Бигуа уходит из дома, считая себя опозоренным. Он обедает в ресторане с отцом Марсель и внезапно говорит ему, что собирается уехать на родину, в Лас-Делисьяс. Через несколько дней, уже купив билеты, Бигуа узнаёт, что у Марсель случился выкидыш.
Во время плавания оказывается, что Жозеф стал моряком и служит на том же корабле. Они с Марсель воссоединяются, Бигуа же смиряется с этим. Когда вечером Жозеф с Марсель уходят в багажный отсек, чтобы с другими матросами отметить свою «морскую помолвку», Бигуа пытается войти туда же, но дверь заперта. Он бросается в море.

## Продолжение
В 1928 году Сюпервьель опубликовал роман-продолжение «Выживший» (фр. Le Survivant), в котором рассказывается о спасении Бигуа из океана и его поисках Марсель в Южной Америке.

## Отзывы
Роман «начинается как сказка, но постепенно, незаметно для читателей превращается в первостатейную трагедию».
«Похититель детей» сравнивали с произведениями Владимир Набоков «Волшебник» и «Лолита». Так, по словам Михаила Визеля, роман «став своего рода „Лолитой“ задолго до „Лолиты“», «предлагает проникнуться сочувствием и даже состраданием к человеку, со всем пылом отдающемуся делу по меньшей мере двусмысленному с моральной точки зрения и уж точно противозаконному». Параллели между произведениями Сюпервьеля и Набокова провёл также Станислав Швабрин, обративший внимание на то, что Набокова и Сюпервьеля связывала дружба, хотя и доподлинно неизвестно, читал ли Набоков роман Сюпервьеля.

## Адаптации
Роман был переработан автором для театра. 19 октября 1948 года одноимённая комедия в трёх актах и с эпилогом была впервые поставлена в парижском Théâtre de l'Œuvre.
В 1991 году вышла экранизация романа. В фильме «Похититель детей» Кристиана де Шалонжа роль полковника исполнил Марчелло Мастроянни. До этого телефильмы по роману сняли Бернар Экт с Жоржем Вильсоном в главной роли (1967) и Франсуа Летерье с Сами Фреем в главной роли (1981).